# Sebastes carnatus
Espèce
Sebastes carnatus est une espèce de poissons de l'ordre des Scorpaeniformes.

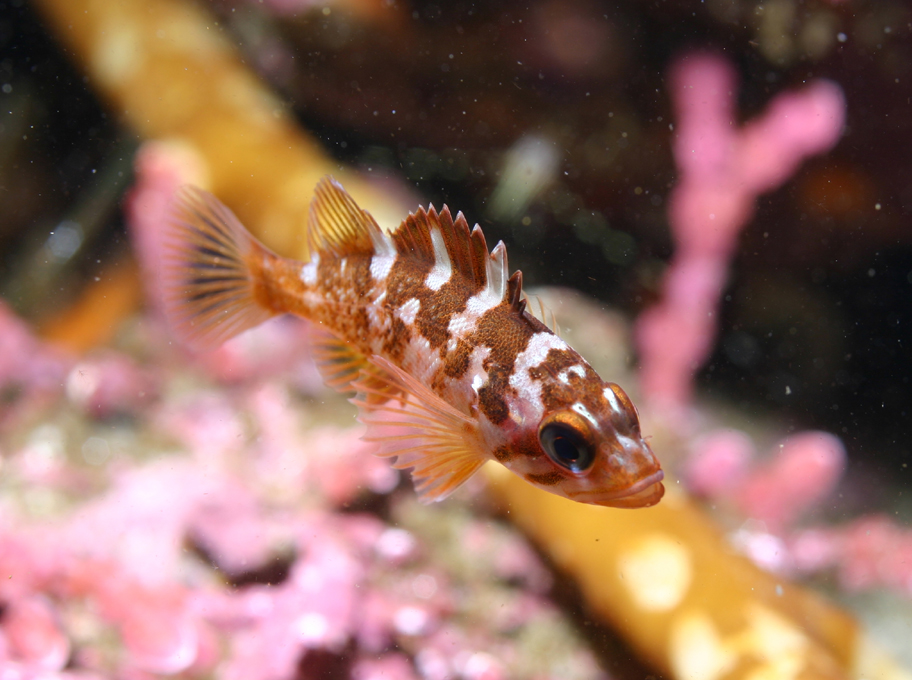
Sebastes carnatus juvenile